# Luke Campbell
Luke Campbell (Kingston upon Hull, 27 de septiembre de 1987) es un deportista británico que compitió por Inglaterra en boxeo; campeón olímpico en Londres 2012. Desde 2025 es un político del partido Reform UK.

## Trayectoria
Participó en los Juegos Olímpicos de Londres 2012, obteniendo una medalla de oro en el peso gallo. Ganó una medalla de plata en el Campeonato Mundial de Boxeo Aficionado de 2011 y una medalla de oro en el Campeonato Europeo de Boxeo Aficionado de 2008.
En julio de 2013 disputó su primera pelea como profesional. En agosto de 2015 conquistó el título internacional del CMB, en la categoría de peso ligero, que perdió en diciembre de ese mismo año. En su carrera profesional tuvo en total 24 combates, con un registro de 20 victorias y 4 derrotas.
En 2012 fue nombrado miembro de la Orden del Imperio Británico (MBE).
Se retiró del boxeo en julio de 2021. Posteriormente, se convirtió en miembro del partido Reform UK, y en mayo de 2025 fue elegido alcalde de la autoridad combinada de Hull y Yorkshire del Este.

## Palmarés internacional
| Representando a Reino Unido |                         |                  |           |
| Juegos Olímpicos            |                         |                  |           |
| Año                         | Lugar                   | Medalla          | Categoría |
| 2012                        | Londres (Reino Unido)   | Medalla de oro   | 56 kg     |
| Representando a Inglaterra  |                         |                  |           |
| Campeonato Mundial          |                         |                  |           |
| Año                         | Lugar                   | Medalla          | Categoría |
| 2011                        | Bakú (Azerbaiyán)       | Medalla de plata | 56 kg     |
| Campeonato Europeo          |                         |                  |           |
| Año                         | Lugar                   | Medalla          | Categoría |
| 2008                        | Liverpool (Reino Unido) | Medalla de oro   | 54 kg     |

## Récord profesional
| 20 Ganadas (16 KOs), 4 Derrotas |        |                       |      |               |            |                                  | |
| Res.                            | Récord | Oponente              | Tipo | Rd., Tiempo   | Datos      | Localidad                        | Notas                                                                                                   |
| D                               | 20–4   | Ryan García           | TKO  | 7 (12), 1:58  | 2021-01-02 | American Airlines Center, Dallas | Por el Título Interino vacante del WBC en el peso ligero.                                               |
| D                               | 20–3   | Vasyl Lomachenko      | UD   | 12            | 2019-08-31 | The O2 arena, Londres            | Por los Títulos Mundiales de la WBA, de la WBO, de The Ring y por el vacante del WBC en el peso ligero. |
| G                               | 20–2   | Adrian Yung           | TKO  | 5 (10)        | 2019-03-15 | Liacouras Center, Filadelfia     | |
| G                               | 19–2   | Yvan Mendy            | UD   | 12            | 2018-09-22 | Estadio de Wembley, Londres      | |
| G                               | 18–2   | Troy James            | TKO  | 5 (6), 2:18   | 2018-05-05 | O2 Arena, Greenwich              | |
| D                               | 17–2   | Jorge Linares         | SD   | 12            | 2017-09-23 | The Forum, Inglewood             | Por los títulos de la WBA y The Ring del peso ligero                                                    |
| G                               | 17–1   | Darleys Pérez         | TKO  | 9 (12), 1:28  | 2017-04-29 | Estadio de Wembley, Londres      | |
| G                               | 16–1   | Jairo Lopez           | TKO  | 2 (12), 1:19  | 2017-02-25 | Hull Arena, Hull                 | Retiene el título WBC Silver del peso ligero                                                            |
| G                               | 15–1   | Derry Mathews         | KO   | 4 (12), 2:46  | 2016-10-15 | Echo Arena, Liverpool            | Retiene el título WBC Silver y Commonwealth del peso ligero                                             |
| G                               | 14–1   | Argenis Méndez        | UD   | 12            | 2016-07-30 | First Direct Arena, Leeds        | Gana el título vacante WBC Silver del peso ligero                                                       |
| G                               | 13–1   | Gary Sykes            | TKO  | 2 (12), 2:58  | 2016-03-26 | Sheffield Arena, Sheffield       | Gana el título vacante de la Commonwealth del peso ligero                                               |
| D                               | 12–1   | Yvan Mendy            | SD   | 12            | 2015-12-12 | The O2 Arena, Londres            | Pierde el título WBC International del peso ligero                                                      |
| G                               | 12–0   | Tommy Coyle           | TKO  | 10 (12), 1:41 | 2015-08-01 | Craven Park, Hull                | Gana el título vacante WBC International del peso ligero                                                |
| G                               | 11–0   | Aboubeker Bechelaghem | TKO  | 3 (8), 1:03   | 2015-05-09 | Barclaycard Arena, Birmingham    | |
| G                               | 10–0   | Levis Morales         | TKO  | 3 (8), 0:55   | 2015-03-07 | Hull Arena, Hull                 | |
| G                               | 9–0    | Daniel Brizuela       | TKO  | 5 (10), 2:34  | 2014-10-25 | Hull Arena, Hull                 | |
| G                               | 8–0    | Krzysztof Szot        | TKO  | 7 (8), 2:09   | 2014-09-20 | The SSE Arena Wembley, Londres   | |
| G                               | 7–0    | Steve Trumble         | KO   | 2 (6), 1:56   | 2014-08-16 | StubHub Center , Carson          | |
| G                               | 6–0    | Craig Woodruff        | UD   | 6             | 2014-07-12 | Echo Arena, Liverpool            | |
| G                               | 5–0    | Scott Moises          | TKO  | 8 (8), 1:38   | 2014-02-22 | Hull Arena, Hull                 | |
| G                               | 4–0    | Chuck Jones           | UD   | 4             | 2013-11-23 | Manchester Arena, Mánchester     | |
| G                               | 3–0    | Lee Connelly          | TKO  | 5 (6), 2:00   | 2013-11-02 | Hull Arena, Hull                 | |
| G                               | 2–0    | Neil Hepper           | KO   | 1 (6), 1:59   | 2013-10-05 | The O2 Arena, Londres            | |
| G                               | 1–0    | Andy Harris           | TKO  | 1 (6), 1:28   | 2013-07-13 | Craven Park, Hull                | |